# Парамей Валерій Михайлович
Вале́рій Миха́йлович Параме́й — капітан Збройних сил України.

## Бойовий шлях
Командир розвідувальної групи 8-го окремого полку спецпризначення. Керував групою розвідки. Бойове хрещення прийняв біля міста Первомайськ, тоді знищили «блукаючий» міномет, потім підірвали 46-вагонний ешелон з високоякісним коксом, який терористи відправляли до РФ. Через кілька днів група зайшла на територію, підконтрольну бойовикам, під Стахановом, в них у тилу майже цілком ліквідували групу російського спецназу в бою, українським воякам вдалося вийти без втрат.
Брав участь у боях за Дебальцеве, довелося потрапляти під обстріли «градів» з обох сторін. 2015-го брав участь у боях за Попасну, Горлівку, Станицю Луганську та Щастя.
Станом на грудень 2015 року — член виконавчого комітету Городоцької міської ради 7-го скликання, заступник міського голови.

## Нагороди
За особисту мужність і героїзм, виявлені у захисті державного суверенітету та територіальної цілісності України, вірність військовій присязі під час російсько-української війни
- нагороджений орденом Богдана Хмельницького III ступеня (3.11.2015).
- нагороджений медаллю УПЦ КП «За жертовність і любов до України»